# Crotta d'Adda
Crotta d'Adda é uma comuna italiana da região da Lombardia, província de Cremona, com cerca de 508 habitantes. Estende-se por uma área de 13 km², tendo uma densidade populacional de 39,1 hab/km². Faz fronteira com Acquanegra Cremonese, Castelnuovo Bocca d'Adda (LO), Cornovecchio (LO), Grumello Cremonese ed Uniti, Maccastorna (LO), Meleti (LO), Monticelli d'Ongina (PC), Pizzighettone, Spinadesco.

## Demografia
| Variação demográfica do município entre 1861 e 2011                               |
|                                                                                   |
| Fonte: Istituto Nazionale di Statistica (ISTAT) - Elaboração gráfica da Wikipedia |